# Maghar al-Mir
Maghar al-Mir (tiếng Ả Rập: مغرالمير; còn được gọi là al-Mughr hay Mughr al Mir) là một ngôi làng Syria thuộc huyện Qatana của Tỉnh bang Dimashq Theo Cục Thống kê Trung ương Syria (CBS), Maghar al-Mir có dân số 588 trong cuộc điều tra dân số năm 2004. Cư dân của nó chủ yếu là Druze. Nó được thành lập vào những năm 1930 bởi những người định cư từ các làng Ayn al-Burj và Hinah.